# Danny Phantom
Danny Phantom là bộ phim hoạt hình 53 tập về Danny Fenton - một cậu bé 14 tuổi nửa người, nửa ma. Phần lớn các tập phim diễn ra ở Amity Park. Bộ phim được chiếu lần đầu trên đài Nickelodeon; tác giả là Butch Hartman.

## Nhân vật chính

### Danny Fenton - Danny Phantom
Danny Fenton là một học sinh trung học bình thường và có phần nhút nhát. Gia đình cậu gồm người bố (Jack), người mẹ (Maddie) và chị gái là Jazz - một học sinh xuất sắc của trường Casper High.
Bố mẹ cậu là những người thợ săn ma, thường sáng chế ra những công cụ bắt ma. Một lần, bố mẹ cậu tạo ra một cỗ máy lạ nhưng họ không thể vận hành. Với sự hỗ trợ của Tucker và Sam (hai người bạn thân của Danny), cậu đã vào bên trong cỗ máy và vô tình nhấn vào nút "ON". Cỗ máy vận hành và phát ra những tia sáng xanh. Danny gào lên và ngất đi. Trong lúc đó, DNA của cậu dần bị biến đổi. Lúc tỉnh dậy, Danny nhận ra  mái tóc đen của mình đã hóa trắng, mắt từ xanh biển chuyển thành xanh lục và cậu có khả năng đi xuyên tường, bay và bắn ra tia sáng màu xanh (việc này được kể cặn kẽ qua bài hát mở đầu phim).
Sau một thời gian luyện tập, Danny Fenton đã làm chủ được phần nào sức mạnh của mình và có thể hóa thành ma khi cần thiết. Lúc biến hình, cậu thường hét lên "Going ghost", một vòng sáng từ giữa người tách ra làm hai, di chuyển dần theo hai hướng khác nhau và cậu biến thành Danny Phantom. Lúc này, Danny có tóc trắng, mắt xanh lục, bộ trang phục màu đen có găng, giày, thắt lưng trắng (màu sắc ngược lại với bộ trang phục cậu mặc lúc bước vào cỗ máy) và sau này có thêm biểu tượng giống chữ "D" giữa ngực áo. Cậu có thể phóng ra những tia sáng ma, lập khiên đỡ, tàng hình, đi xuyên tường, bay, biến dạng cơ thể, và Danny ngày càng mạnh thêm nhờ những khả năng mới: tự nhân bản, tiếng hét của ma và sức mạnh băng.
Kể từ lúc có sức mạnh ma, Danny cùng bốn người bạn thân chiến đấu với những con ma và đưa chúng trở lại Ghost Zone.
Không chỉ chiến đấu với ma, đôi lúc cậu còn phải chiến đấu với những thợ săn ma như Valerie Gray, Guys in White và đặc biệt là một người có sức mạnh như cậu: Vlad Masters - Vlad Plasmius. Nhưng có đôi lúc, cậu cũng phải nhờ đến những con ma, do vậy nên cậu và họ cũng có thể xem là bạn ở mặt khác. Sau nhiều chiến tích, Danny được phần lớn người dân Amity Park xem là anh hùng, nhưng cậu vẫn phải cố gắng giữ bí mật của mình cho đến tập 53 - sau khi thuyết phục được các con ma khác cứu được Trái Đất khỏi thảm họa do Vlad gây ra.

### Sam Menson
Cô bạn thân của Danny, rất giàu có (nhưng cô không muốn tiết lộ), là một cô gái thích ăn chay, thường đưa ra lời khuyên tốt và giúp đỡ Danny. Sam bí mật yêu Danny nhưng vẫn mong cậu hạnh phúc với những cô gái cậu theo đuổi. Đến tập 53, Danny hôn Sam trước khi cậu đi thực hiện một kế hoạch nguy hiểm để cứu Trái Đất. Khi thế giới được cứu thoát, họ chính thức là 1 đôi.

### Tucker Foley
Một anh bạn mê công nghệ, luôn cầm theo máy tính. Cậu thích ăn thịt và không bao giờ ăn rau (trừ một lần bắt buộc phải ăn Blood Blossoms trong tập phim 42 để cứu Danny). Cậu thường đội mũ đỏ, thường ủng hộ Danny trong mọi chuyện.

### Vlad Masters - Vlad Plasmius
Là bạn cũ của bố mẹ Danny. Hắn có được sức mạnh ma từ một tai nạn do bố Danny vô tình gây ra nhiều năm trước, dù bố mẹ Danny không hề biết hắn đã có được sức mạnh mới. Hắn yêu mẹ Danny, vì thế hắn luôn tìm cách chiếm lại mẹ Danny và trả thù Jack Fenton. Hắn đã mong Danny và Jazz nhận hắn làm cha.

### Valerie Gray
Cô là một cô gái da màu đã từng có cuộc sống khá giả, nhưng vì một chú chó ma nên gia đình cô đã mất gần hết tài sản. Danny Phantom ra sức ngăn chặn chú chó nhưng Valerie nhầm tưởng chú chó là của Danny nên cô căm ghét 2 cô cậu và tìm cách trả thù. Sau này, Vlad lợi dụng điều đó để gửi cho cô bộ quần áo thợ săn ma đỏ - đen cùng các dụng cụ khác. Valerie săn lùng Danny, vô tình bị thao túng bởi Vlad Masters. Đến tập 51, cô phát hiện ra thân phận thật của Vlad.

### Jack Fenton
Là bố của Danny, thường mặc bộ quần áo màu cam. Ông là một thợ săn ma khá ngốc nghếch nhưng đồng thời cũng rất dũng cảm. Ông cũng tin là ông già Noel có thật và săn ma một cách thái quá, thậm chí khi đi tắm ông vẫn mang theo súng bắn ma.

### Maddie
Mẹ của Danny, thường mặc quần áo màu xanh.

### Một số nhân vật khác
- Danielle Phantom (Dani Phantom) - "em họ" không chính thức của Danny, là phiên bản nhân bản vô tính do Vlad tạo ra. Sau khi được Danny thuyết phục và nhận ra bộ mặt giả dối của Vlad, cô bé đã hợp sức cùng Danny chống lại Vlad.
- Clockwork - ma canh giữ thời gian. Ông có hình dạng không xác định, có thể hóa thành ba dạng khác nhau - Clockwork trẻ, thanh niên và già.
- Skulker - một con ma nhỏ bé sống trong lớp áo giáp, muốn săn Danny để bổ sung vào "bộ sưu tập" của mình. Tuy bình thường vốn rất muốn săn Danny nhưng khi cùng chiến đấu chung thì họ lại rất ăn ý.
- Ember Mclain - là ngôi sao âm nhạc với bài hit "Remember". Cô ta có khả năng dùng cây đàn ghi-ta ma để tấn công, thậm chí là ếm bùa yêu.
- Walker - con ma giữ gìn luật pháp ở Ghost Zone.
- Ghost Writer - nhà văn ma.
- Youngblood - một con ma chỉ có thể được nhìn thấy bởi trẻ em.
- Dash Baxter.
- Cùng nhiều nhân vật khác.

## Danh sách các tập phim Danny Phantom
- Mystery Meat (tạm dịch sang tiếng Việt: Điều bí ẩn của món thịt)
- Parental Bonding (tạm dịch sang tiếng Việt: Chiếc phòng biến hình)
- One of a Kind (tạm dịch sang tiếng Việt: Nghiên cứu động vật)
- Attack of the Killer Garage Sale (tạm dịch sang tiếng Việt: Kẻ tấn công đồ điện tử)
- Splitting Images (tạm dịch sang tiếng Việt: Kẻ biến hình trong ngăn tủ)
- What You Want (tiếng Việt: Điều bạn muốn)
- Bitter Reunions (tiếng Việt: Buổi họp lớp)
- Prisoners of Love (tiếng Việt: Tù nhân của tình yêu)
- My Brother's Keeper (tạm dịch sang tiếng Việt: Người trông coi Danny)
- Shades of Gray (tiếng Việt: Những cái bóng)
- Fanning the Flames (tạm dịch sang tiếng Việt: Làn sóng Ember)
- Teacher of the Year (tiếng Việt: Thầy giáo của năm)
- Fright Night (tiếng Việt: Đêm kinh hoàng)
- 13 (tiếng Việt: số 13)
- Public Enemies (tiếng Việt: Kẻ thù công chúng)
- Lucky in Love (tiếng Việt: May mắn trong tình yêu)
- Maternal Instinct (tạm dịch sang tiếng Việt: Bản năng người mẹ)
- Life Lessons (tiếng Việt: Bài học cuộc sống)
- The Million Dollar Ghost (tiếng Việt: Ma triệu đô)
- Control Freaks (tiếng Việt: Chế ngự quái vật)
- Memory Blank (tiếng Việt: Ký ức trống)
- Doctor's Disorders (tiếng Việt: Bác sĩ gây hỗn loạn)
- Pirate Radio (tiếng Việt: Radio của cướp biển)
- Reign Storm (tiếng Việt: Cơn bão thống trị) (tập 24/tập 25)
- Identity Crisis (tạm dịch: Khủng hoảng tâm lý)
- The Fenton Menace (tiếng Việt: Mối đe dọa Fenton)
- The Ultimate Enemy (tiếng Việt: Kẻ thù lớn nhất) (tập 28/tập 29)
- The Fright Before Christmas (tiếng Việt: Nỗi sợ hãi trước Giáng Sinh)
- Secret Weapons (tiếng Việt: Vũ khí bí mật)
- Flirting With Disaster (tiếng Việt: Đương đầu với thảm họa)
- Micro Management (tiếng Việt: Quản lý vĩ mô)
- Beauty Marked (tiếng Việt: Vẻ đẹp được ghi dấu)
- King Tuck (tiếng Việt: Vua Tuck)
- Masters of All Time (tiếng Việt: Bậc thầy của mọi thời đại)
- Kindred Spirits (tiếng Việt: Những linh hồn của huyết thống)
- Double Cross My Heart (tạm dịch: Đường đến trái tim tôi)
- Reality Trip (tiếng Việt: Chuyến đi thực tế) (tập 39/tập 40)
- Eye for an Eye (tiếng Việt: Mắt đối mắt)
- Infinite Realms (tạm dịch: Vương quốc bất tận)
- Girls' Night Out (tiếng Việt: Con gái đi chơi)
- Torrent of Terror (tạm dịch: Trận mưa khủng khiếp)
- Forever Phantom (tạm dịch: Danny bất diệt)
- Urban Jungle (tiếng Việt: Rừng rậm thành phố)
- Livin' Large (tiếng Việt: Cuộc sống xa hoa)
- Boxed Up Fury (tiếng Việt: Khối hộp nổi giận)
- Frightmare (tiếng Việt: Ác mộng)
- Claw of the Wild (tiếng Việt: Móng vuốt hoang dã)
- D-Stabilized (tạm dịch: Ổn định lại)
- Phantom Planet (tiếng Việt: Hành tinh Phantom) (tập 52/tập 53)